# Clorciclizină
Clorciclizina este un antihistaminic H1 derivat de piperazină, de generație 1, fiind utilizată în tratamentul  rinitei alergice. Prezintă și proprietăți  anticolinergice, antiserotonergice și anestezice locale. Calea de administrare este cea orală.